# Cold (альбом Cold)
Cold — дебютный студийный альбом группы Cold, выпущенный 2 июня 1998 года.

## Предыстория
Что касается продюсера альбома Росса Робинсона, вокалист Скутер Уорд заявил: «Для меня Росс — лучший продюсер металла. Он просто тянет всю тяжесть во всём, как со Slipknot. То, что он делает это удивительно. Когда ты работаешь с Россом, ты должен полностью отдаться музыке».
В начале записи альбома в конце 1997 года, Cold были известны как Grundig. В процессе записи Уорд узнал, что немецкий производитель стереосистем Grundig пытается предъявить иск ему и группе на 300 000 долларов за использование его псевдонима. Уорд размышлял: «Я подумал, о чём ты говоришь? У нас нет денег. Все так дорожили названиями. У Уэса Борланда, гитариста Limp Bizkit, была отличная идея на этот счёт: «Cold. Это идеальное название для группы».
Альбом защищён авторским правом с 1997 года, несмотря на то, что он был выпущен в июне 1998 года.

## Релиз
Cold выпущен 2 июня 1998 года лейблами Flip и A&M Records. После выхода, альбом поддержали Джонатан Дэвис из Korn и Фред Дёрст из Limp Bizkit. Дэвис назвал группу «страшной и странной», а Дёрст назвал альбом «самой чувствительной записью, которую я чувствовал за последние годы».

### Прием
Стивен Томас Эрлевайн из AllMusic оценил альбом в четыре из пяти звёзд, сказав: «Написание песен Cold не всегда велико, и они слишком озабочены подростковой тоской и ужасом, но звук группы полностью сформировался, что привело это к сильному дебюту». Несмотря на то, что альбом не имел хороших продаж, он занял 8-е место среди лучших альбомов 1998 года по версии журнала Kerrang!.

### Видеоклип
Видеоклип к песне «Give» был снят в 1998 году с участием Дэвиса и Дёрста в качестве камео.

## Список композиций
Слова и музыка всех песен — Скутером Уордом.
| №                   | Название              | Длительность |
| ------------------- | --------------------- | ------------ |
| 1.                  | «Go Away»             | 4:41         |
| 2.                  | «Give»                | 3:48         |
| 3.                  | «Ugly»                | 4:14         |
| 4.                  | «Everyone Dies»       | 3:19         |
| 5.                  | «Strip Her Down»      | 6:13         |
| 6.                  | «Insane»              | 5:41         |
| 7.                  | «Goodbye Cruel World» | 3:28         |
| 8.                  | «Serial Killer»       | 5:35         |
| 9.                  | «Superstar»           | 4:17         |
| 10.                 | «The Switch»          | 4:07         |
| 11.                 | «Makes Her Sick»      | 3:59         |
| Общая длительность: | Общая длительность:   | 49:22        |

| №                   | Название                             | Длительность |
| ------------------- | ------------------------------------ | ------------ |
| 12.                 | «Blame» (совместно с Фредом Дёрстом) | 4:21         |
| Общая длительность: | Общая длительность:                  | 53:43        |

## Участники записи
- Скутер Уорд — вокал, гитара, фортепиано, клавишные
- Келли Хейс — гитара
- Джереми Маршалл — бас-гитара
- Сэм МакКэндлесс — барабаны